# Amblycorypha tepaneca
Amblycorypha tepaneca är en insektsart som beskrevs av Henri Saussure och Francois Jules Pictet de la Rive 1897. Amblycorypha tepaneca ingår i släktet Amblycorypha och familjen vårtbitare. Inga underarter finns listade i Catalogue of Life.